# 잘라내기 기법

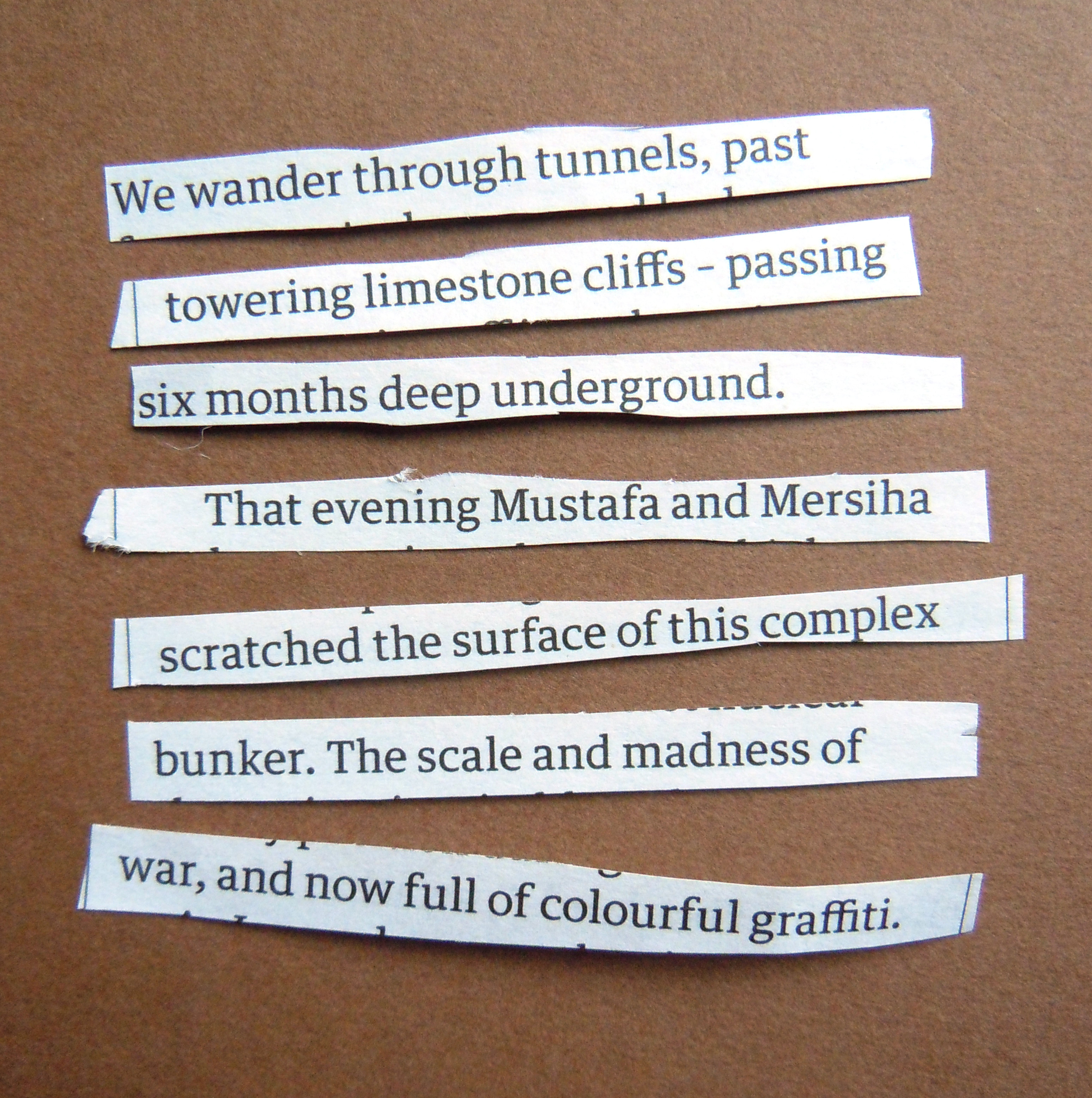

잘라내기 기법(cut-up technique) 또는 피시볼링(fishbowling)은 텍스트를 무작위로 잘게 잘라 새로운 텍스트로 다시 만드는, 우연성의 문학 기법 또는 장르이다.

## 기법
잘라내기 및 그것과 밀접한 관계가 있는 폴드인(fold-in)은 일반의 문학의 실마리의 직선적인 실마리를 해체하는 시도로서의 창작 스타일이다. 흔히 있던 타자기를 이용하는 것으로 조립할 수 있다.
- 잘라내기는 (종이에 인쇄된) 완성된 완전한 직선적 텍스트를 사용하고, 그것을 소수 혹은 단일의 말에 뿔뿔이 흩어지게 하는 것으로 실행된다. 그리고 뿔뿔이 흩어지게 된 단편은 새로운 텍스트에 다시 짠다. 이 재편은 자주 놀라운, 새 구가 되는 일이 있다. 일반적인 방식은 텍스트가 인쇄된 종이를 4개에 (장방형에) 재단해, 그것들을 늘어놓아 바꾸어 터무니 없는 말은 즉흥적이고 참신한 창의에 의해서 바꾸면서, 서로 섞인 산문을 타자기로 써 일으키는 것이다.
- 폴드인은 직선적인 텍스트가 인쇄된 다른 2장의 종이를 이용한다. 각각을 2에 재단해, 붙이고 나서, 나온 것을 통해 읽는다. 완성된 텍스트는 두 개의 테마가 서로 섞인 것으로, 해독은 조금 곤란한 것이 된다.

## 역사
잘라내기 기법의 선례는 1920년대의 다다이즘의 모임에서 태어났다. 거기서 트리스탄 트라는 신문 기사로부터 자른 말을 봉투 안에 넣고 무작위로 꺼낸 말을 사용해 시를 만드는 것을 실천한 트라는, 그 손법에 대해 '모자 안의 말'이라는 기사를 쓰고 있다.
질 J. 보르만 (Gil J. Wolman)은 자신의 레트리슴 (Lettrism)의 창작의 일환으로서 이 기법을 발전시켰다. 1950년대에는 화가·저작가 브라이온 가이신 (Brion Gysin)이 우연한 발견으로부터 완전한 잘라내기 기법까지 발전시켰다. 가이신은 면도칼의 칼날로 신문을 자를 때, 테이블이 다치지 않게 신문을 거듭해 두었다. 작업이 끝났을 때, 가이신은 아래에 깔고 있던 신문이 흥미로운 병설 상태가 되어 있는 것에 눈치챘다. 거기서 고의로 신문의 기사를 분리하고 무작위로 늘어놓아서 완성된 것이 'Minutes to Go'라는 시이다. 미편집·미변경의 잘라내기는 논리적이고 의미가 다닌 산문이 되고 있었다. 남아프리카의 시인 싱크레어 베이르스 (Sinclair Beiles)도 잘라내기 기법을 사용해, 'Minutes a Go'의 공저자이기도 했다. 아르헨티나의 소설가 후리오 코르타자르도 '돌 차는 놀이리놀이 (Rayuela)' 중에서 잘라내기 기법을 사용했다.
가이신은 비트 호텔 (Beat Hotel)에서 잘라내기 기법을 윌리엄 S. 바로우즈에게 소개했다. 두 명은 후에 잘라내기 기법이 인쇄된 미디어나 오디오·레코딩에 응용했다. 소재 안에 잠재적으로 포함되어 있는 내용이나 가설은 잘라내기과 같은 기법으로 텍스트의 진정한 의미가 찾아낼 수 있는일지도 모르다고 생각해 그것을 해독하는 노력을 했다. 한 층 더 바로우즈는 잘라내기 기법은 점복의 실마리에 효과적일지도 모르다고 시사했다. '제군이 현재를 컷 했을 때, 미래 (의 비밀)가 새어 온다'. 바로우즈는 한 층 더 폴드인 기법도 발전시켰다.
바로우즈는 초잘라내기 작품으로서 T. S. 엘리엇의 장시 '황무지 (The Waste Land)' (1922년)나 존 도스 파소스의 작품을 들고 있다. 1977년, 바로우즈와 가이신은 잘라내기 작품 및 그 형식에 관한 에세이를 모은 'The Third Mind'를 출판했다.

## 음악의 잘라내기
늦어도 1970년대부터, 데이비드 보위는 몇 개의 가사를 잘라내기로 만들고 있었다. 그것은 카트 코반의 작사에도 영향을 주었다.
샘플링을 베이스로 한 음악 장르, 예를 들어 힙합이나 전자 음악 등도 잘라내기과 닮은 기법을 사용하고 있다. DJ들은 혼합해 새로운 곡을 만들기 위해, 애매하고 재미있는 브레이크비트, 보컬 등의 단편을 모으기 위해 시간을 들여 레코드를 '디깅'한다 (찾아다닌다). 구체 음악도 사운드의 커팅, 재편곡, 재편집이라는 기법을 사용하고 있다.
작가 제프 눈의 유사한 리믹스 기법은 다브를 베이스로 한 것이다. 'Cobralingus' 시스템을 사용한 그 기법은 텍스트를 뿔뿔이 흩어지게 해, 개개의 말의 철을 바꾸어 혼합해 이야기로 한다.
라디오헤드의 톰 요크는 트라의 다다이즘의 예까지 돌아오고, 앨범 'Kid A' (2000년)에 잘라내기를 닮은 기법을 응용했다. 밴드가 리허설을 하고 있을 때에, 일 행 써, 그것을 모자에 넣고 무작위로 뽑아냈다.
영화 'Downtown 81' 중에서는 턱시도문 (Tuxedomoon)이 뿔뿔이 흩어지게 자른 신문 기사의 프레이즈를 읽는 유사한 기법의 퍼포먼스를 실시하고 있다.
매쉬 업 (사생아 팝)의 온라인 서브 컬처는 어느 뮤지션의 인스톨 멘탈 트럭과 다른 뮤지션의 보컬 트럭을 혼합한다는 폴인 기법을 닮은 기법을 사용하고 있다.
바로우즈는 1971년에 제네시스 P. 오릿지에게 'altering reality' 방법으로서 잘라내기 기법을 전수했다. 바로우즈의 설명은, 모든 것은 기록되고 있고, 만약 기록된 것이라면 편집할 수 있다는 것이었다 (P-Orridge, 2003). P. 오릿지는 잘라내기를 미술이나 음악, 한 층 더 인생의 방법으로서 철학으로서 길게 사용했다.
미국의 밴드 인터폴은 '하인릿히 마누바 (The Heinrich Maneuver)' (앨범 '아워 라브 투 아드마이야' 수록)의 비디오 중에서 잘라내기과 닮은 기법을 사용하고 있다. 슬로 모션으로 걷고 있는 여성이 버스에 쳐질 때, 주위에 있던 많은 사람들은 사고를 다른 시간에 목격하고 있다. 일례를 들면, 뒤에서 여성에게 경고하려고 달려 오는 남성은 여성이 쳐졌다고 생각해 멈춰 서지만, 바로 그 여성은 아직 걷고 있는 도중에 있다.
전제 된 바로우즈나 카트 코반에 강한 영향을 받은 ART-SCHOOL의 키노시타 리키가 쓰는 사도 잘라내기 기법이 크게 이용되고 있다. 특히 그들의 초기의 작품에 대해 그 경향은 현저하고, 모두 잘라내기 기법을 이용한 가사로 곡이 구성되어 있는 것도 있다.
애트 더 드라이브 인, 마즈 보르타의 기타리스트 오머 로드리게스 로페스는 자신이나 멤버에게 연주시킨 구를 잘라내기로 연결해 맞추는 수법을 이용해 악곡을 완성시키는 방식을 채용하고 있다. 그 때문에, 다른 멤버는 레코딩의 시점에서 자신의 플레이가 어떠한 악곡이 되는지 모르는 채 연주를 강요당한다.

## 전자 메일의 잘라내기
전자 메일의 스팸 광고 전술로는, 베이지안 필터의 의표를 찌르기 위해서 무작위로 발생시킨 텍스트가 사용되고 있다.
The first question of course was, how to get dry again: they me as I walked, the remembrance of my churlishness and that I must confidence between himself and Mrs. Micawber. After which, he for his dagger till his hand gripped it. Then he spoke. I kissed her, and my baby brother, and was very sorry then; but not
우연히 문법적으로 논리 있는 문장이 만들어지는 일도 있을 수 있다.
Then, from sea to shining sea, the God-King sang the praises of teflon, and with his face to the sunshine, he churned lots of butter.
('그리고, 바다로부터 빛나는 바다까지, 신-왕은 테플론의 칭찬을 노래하고, 그의 얼굴은 햇빛으로 향해져 그는 많은 버터를 뒤섞다')
이러한 텍스트는 'spamoetry' (스팸메일시) 또는 '스팸메일 아트'라고 불리고 있다. 텍스트는 기존의 책으로부터 뽑는 것이 많아, 분명하게 잘라내기의 기법이다.

## 같이 보기
- 마르코프 연쇄
- 콜라주